# Giuseppe Magini
Giuseppe Magini (Torrita di Siena, 30 luglio 1851 – Roma, 21 febbraio 1916) è stato un medico italiano.
Docente di istologia all'Università di Roma, ha scoperto i corpi di Nissl.

## Biografia
Fece i suoi primi studi – equivalenti al ginnasio d'oggi – nel Collegio Vescovile di Pienza e nel 1865, cioè a soli 14 anni, vinse a Siena il Concorso Mancini per studi classici, nella letteratura italiana e latina, ottenendo l'annesso premio annuo di L. 600 per cinque anni. Nel 1867 andò a Roma e studiò nel Collegio Romano, dove conseguì il titolo di “baccelliere”. Da lì passò alla Università Pontificia di Roma, iscrivendosi alla facoltà di medicina e chirurgia, quando la clinica medica era diretta da Guido Baccelli che da allora e per tutta la vita lo stimò e ne fu amico. Nel 1875 si laureò con pieni voti e lode, e la sua tesi fu stampata. Nel 1876 concorse a Siena al posto Biringucci ottenendo “l'accessit”. Nel 1877 ottenne, per concorso, il posto di Chirurgo sostituto negli Ospedali di Roma, ed esercitò per un triennio. Nel 1880 fu chiamato dalla Commissione degli Ospedali di Roma al delicato ufficio di Ispettore sanitario nello Arcispedale di S. Giacomo in Roma, ma tenne tale ufficio solo per un anno, lasciandolo volontariamente per dedicarsi allo studio della Istologia e della Fisiologia.
Il 1º dicembre 1881 divenne così Assistente Universitario nel R. istituto di Istologia e di Fisiologia generale di Roma e restò tale sino al 1893, potendo in tal modo accudire ai suoi studi preferiti pur esercitando la libera professione di medico-chirurgo.
Il 23 gennaio 1887 fu nominato Socio Ordinario della R. Accademia Medica di Roma. Il 14 febbraio 1894 fu nominato Professore Straordinario di Istologia e Fisiologia gen. nella R. Università di Roma e Direttore del relativo Gabinetto Sperimentale. Il 25 maggio 1895 ebbe nomina prefettizia ad Ufficiale Sanitario. Dal 1900 al 1910, l'incarico universitario del Corso di Tecnico Microscopico. Il 1º dicembre 1902, la nomina a Professore Ordinario di Istologia e Fisiologia gen. nella R. Università di Roma. Dal 16 ottobre 1912, l'incarico universitario della Zootecnia.

## Collezione di preparati
Nel 1884 iniziò la sua Collezione di preparati micro e macroscopici d'Istologia normale e patologica, e vi lavorò attorno indefessamente per completarla e migliorarla per 32 anni, rovinandosi la vista al microscopio. Tale preziosa collezione, che fu il suo vanto, dalla Famiglia Magini, è stata donata ai Professori Piero Chiarini e Samuele Sereni, assistenti alla cattedra d'Istologia e Fisiologia generale della R. Università di Roma, nel 1916.
Dal 1887 tenne, inoltre, un Corso Teorico-Pratico di perfezionamento in Istologia per Medici Laureati, che fu frequentato dalle attuali più eminenti personalità medico-chirurgiche italiane, le quali perpetuano così la scienza del Maestro.

## Pubblicazioni e ricerche
Dato che molti dei suoi lavori sono stati fatti per diletto, sono anche rimasti solo manosritti:
- Sul funzionamento del sistema nervoso, Inedito 1884: Conclude che i nervi lavorano per interruzione di circuito poiché, per analogia, per es. coi cavi elettrici, il circuito è normalmente in regime dinamico costante; la cellula corrisponde alla pila elettrica.
- La corrente elettrica unipolare, e l'eccitamento dei nervi. “Boll. d. R. Accad. med. Roma”, IX, 1883.
  - Archives ital. de Biol., IV. fasc. 3. Torino.

Il risultato più importante di una serie di esperienze eseguite dall'A. è che mentre le correnti galvaniche costanti (bipolari) eccitano i nervi solo quando li percorrono longitudinalmente, quelle indotte unipolari li eccitano solo quando sono dirette trasversalmente, e l'intensità dell'eccitazione è proporzionale al valore dell'angolo formato dal filo e dal nervo, cosicché il maximum di contrazione si ha quando il filo e il nervo sono tra loro perpendicolari.
- -     - Erregung der Nerven durch unipolaren Inductionsstrom. “Untersuchungen zur Naturlehere des Menschen und der Thiere”, von Jac. Moleschott, XII. Band. - Giessen, 1884.

Ritorna sull'argomento della nota 2, precisando anche meglio le condizioni sperimentali, e le leggi dell'eccitazione dei nervi motori della corrente indotta unipolare.
- Alterazioni e falsificazioni delle sostanze alimentari e modo di scoprirle, Inedito 1884: Indica la tecnica da seguirsi per ricerche chimiche e microscopiche su: farine, olii, grassi, latte, vino, aceto, funghi, zucchero, caffè, ecc.
- Nota di tecnica microscopica, “Bull. R. Accad. med. Roma”, XI, 1885: Espone una modificazione del metodo di Golgi al sublimato, consistente nel sottoporre le sezioni provenienti dal sublimato a un buon lavaggio per un quarto d'ora in etere o in un miscuglio a parti uguali di etere e alcool assoluto, e nel rischiarare poi con un creosoto (per mezz'ora); i preparati si conservano così inalterati.
- Atlante micrografico delle principali sostanze alimentari: normali, alterate ed adulterate, Inedito 1885. Ha raccolto le configurazioni microscopiche caratteristiche delle seguenti sostanze: grano, segala, granturco, riso, avena, orzo, patata, castagna, fagiolo, pisello, lenticchia, caffè, tè, cacao, amido, pepe, cannella, garofano, coca, zafferano, peperone, vaniglia, anice, mandorla, senape, santalo, ecc.
- Analisi micrografica delle principali acque potabili di Recanati, (?) 1885.

7 – Studi sperimentali sul magnetismo del sangue, in collaborazione con il Dott. A. Maggiorani, “Bull. R. Accad. med. Roma”, XII, 1886.
È una esposizione delle modificazioni che il sangue subisce nel suo potere diamagnetico in seguito all'azione di svariatissime sostanze, somministrate: per bagno, per bocca, per iniezioni ipodermiche e per inalazione. Di queste sostanze, alcune aumentano il diamagnetismo del sangue, altre lo diminuiscono, altre lo cambiano perfino in paramagnetismo.
- Qualche considerazione sulla microfotografia, Idem XII, 1886.

Espone i vantaggi e gli svantaggi che la microfotografia ha sui disegni; e il modo di rimediare ad alcuni di questi difetti.
9 – Sull'uso del cloruro di zinco nello studio dell'istologia del cervello, Idem XII, 1886. 
Il metodo introdotto dall'A. (fissazione in liquido di Müller per 2-3 mesi, lavaggi in acqua dist., bagno di cloruro di zinco - soluz. acq. 0,5-1 , per 7-10 giorni) non solo mettere in evidenza le cellule nervose con tutti i loro prolungamenti, come il metodo di Golgi, ma lascia anche vedere la loro intima struttura (nucleo, nucleolo, nucleololo); di più conserva inalterati i globuli rossi dentro e fuori dei vasi sanguigni.
10 – Nuovo strumento per studiare la pressione del sangue nelle cavità del cuore, Idem XII, 1886.
Considerando le grandi difficoltà che presentano le esperienze di Marey e di Chauveau, e quella di Fick e di Colin per misurare la pressione cardiaca, e le cifre da essi ottenute che certo sono subordinate a gravi turbamenti dell'apparato valvolare, della respirazione, ecc., ha immaginato un nuovo strumento molto semplice, per misurare direttamente la pressione intracardiaca, rispettando del tutto le valvole, e la respirazione. Le misure da esso avute in ventuno cani, sia nei ventricoli che nelle orecchiette, sono molto più elevate di quelle avute dai precedenti sperimentatori; perciò anche il lavoro meccanico del cuore risulta rappresentato da una cifra assai più alta di quella fissata fino allora.
11 – Sulla eccitazione del cuore colla corrente galvanica, Idem XIII, 1886-87.
Da una serie di esperienze personali dell'A. risulta che il cuore durante il passaggio della corrente galvanica, non solo seguita a contrarsi, ma anzi entra in maggior frequenza, e che all'atto dell'apertura e della chiusura del circuito si comporta in un modo tutto speciale per rispetto agli altri muscoli.
12 – Le meraviglie dell'ipnotismo – Torino, Loescher 1887.
È un piccolo volumetto sui principali fenomeni del sonnambulismo provocato e dei metodi di sperimentazione, preceduto da un cenno storico; in poche pagine l'A. ha cercato di esporre quanto di più interessante e sicuro si conosceva allora intorno all'ipnotismo, alla sua tecnica e alle sue fasi, intorno all'educazione sonnambolica, alla suggestione, ai rapporti dell'ipnotismo con la morale e l'igiene, ecc. Vi è anche un accenno ad alcune ricerche personali sulla ipereccitabilità neuromuscolare prodotta dalla eccitazione diretta di nervi superficiali (cubitale, facciale, orbitario).
13 – Aggiunte alla IIᵃ edizione, Inedito (?) 1887.
14 – L'accumulazione elettrica dell'energia solare e il problema dell'illuminazione elettrica per mezzo del sole, Inedito 1888.
Considera il problema da punti di vista diversi e conclude con la citazione dei risultati sperimentali da lui ottenuti sia con pile termo-elettriche, sia con motrici a vapore a bassa pressione accoppiate a dinamo.
15 – Studi sulla fine struttura delle capsule soprarenali, in collaborazione col Dott. Guarnieri, “Rendic. Accad. dei Lincei”, IV, Roma 1888.
Espone molti nuovi dettagli di struttura dei vari strati delle capsule surrenali, delle loro fibre e terminazioni nervose, e dei loro vasi sanguigni, una speciale disposizione dei quali è rappresentata da singolari figure nere alate, costantemente visibili con la reazione nera di Golgi, una accanto all'altra, a distanze variabili, nella zona interna della sostanza corticale.
15 bis. – Etudes sur la fine structure des capsules surenales, “Archives ital. de biologie par A. Mosso”, Turin 1888.
Torna sullo stesso argomento del N. 15, precisando meglio i fatti nuovi descritti nella stessa Nota.
16 – Nevroglia e cellule nervose cerebrali nei feti, “Atti del XII Congresso medico, Pavia Settembre 1887”, 1888.
Nota che nelle cellule della nevroglia, nelle cellule nervose a tipo fetale e nelle fibre nervose delle circonvoluzioni cerebrali di feti di mammiferi si trovano, fino a qualche tempo dopo la nascita, delle speciali varicosità regolari, che non si riscontrano mai nell'adulto, e vanno perciò considerate come un fatto morfologico normale dei periodi fetali, e che forse si possono assumere come uno dei caratteri differenziali di ciò che è elemento nervoso da ciò che non lo è, e che fanno dubitare molto della natura connettivale della nevroglia.
17 – Ulteriori ricerche istologiche sul cervello fetale, “Rendic. Accad. Lincei”, IV, Roma 1888.
Nota che molte delle varicosità, (di cui v. s. n. 16) sono cellule sferiche, connesse da un lato con le cellule ependimali e più in alto tra loro per mezzo di sottilissimi filamenti radiali, lungo i quali esse sembrano infilate come i grani di una coroncina da rosario; esse sono forse le rappresentanti delle future cellule nervose della corteccia e verosimilmente si originano dalle cellule ependimali.
18 – Fisiologia del sistema nervoso, sunti illustrati per gli studenti, Inedito 1888.
19 – Conducibilità elettrica dei nervi in rapporto allo loro eccitabilità. “Bull. R. Accad. med. Roma”, XIV, 1887-88.
Nota che la resistenza elettrica dei nervi misti è maggiore nel senso centrifugo che in quello centripeto; la loro conducibilità elettrica e la loro eccitabilità sono fra loro in ragione diretta.
20 – Colorazione artificiale delle emazie circolanti, Idem, XV, 1888-89.
Cita come sostanze coloranti adoperate il bleu di metilene (soluz. acq. 1% leggerissimamente alcalinizzata) e il rosso Congo (soluz. acq. 1 %), iniettati sotto cute o nel cavo peritoneale. Nella rana l'A. differenzia così quattro categorie di emazie, che si comportano diversamente col bleu di metilene, a seconda forse della diversa ricchezza di ossigeno, giacché un aumento sperimentale di questo aumenta assai la percentuale delle emazie colorabili. Le rarissime emazie colorabili in rosa col rosso Congo hanno reazione alcalina; tutte le altre, neutra. Si conferma la colorabilità del protoplasma vivente e la presenza del nucleo nelle emazie viventi della rana, da alcuni negato.
21 – Esercizi di tecnica microscopica, Inedito 1888.
Raccoglie in una specie di sommario il suo corso di dimostrazione al microscopio per i medici laureati.
22 – Ricerche istologiche sui prolungamenti delle cellule epiteliali dell'ependima, “Bull. R. Accad. med. Roma”, XV, 1888-89.
Nota che le varicosità dei prolungamenti radiali delle cellule ependimali nel feto, la loro colorabilità col metodo di Weigert, col cloruro d'oro, e con la reazione nera di Golgi, allo stesso modo delle fibre nervose, il loro modo di associarsi in fascio comune con fibre nervose (es.: rafe del bulbo), la maggiore quantità di tali prolungamenti colorabili alla Weigert, sia nell'adulto che nel feto, fanno supporre che esse siano fibre nervose e che le cellule ependimali siano cellule neuro-epiteliali.
23 – Sulla rigenerazione del midollo spinale caudale nel Triton Cristatus, e sul tessuto di riparazione delle ferite cerebrali, Idem, XVI, 1889-90.
Conferma due osservazioni sperimentali apparentemente contraddittorie, che cioè la coda nel Triton cristatus si rigenera col midollo spinale (Müller e Caporaso) e capace quindi di movimenti riflessi vivacissimi, nella Lacerta viridis invece si riproduce senza midollo spinale, e quindi assolutamente incapace di movimenti riflessi (Giuliani). Si confermano inoltre i risultati del Coen, che cioè le lesioni cerebrali, almeno negli autotermi, sono riparate da connettivo neoformato e non da tessuto nervoso cerebrale.
24 – L a diastole del cuore, e la oscillazione negativa, Idem, XVI, 1889-90.
Nota che durante la fase diastolica di una qualunque delle sezioni cardiache non si produce la oscillazione negativa nelle fibre muscolari del cuore, il quale fatto costituisce un nuovo argomento sperimentale, che la diastole del cuore non è attiva.
25 – Sulla natura dell'epitelio ependimale, Idem, XVI, 1889-90.
A conferma dell'ipotesi sulla natura nervosa dell'ependima (v. n. 22), l'A. aggiunge ora che in molte regioni, e anche nell'uomo, è riuscito a mettere in evidenza, col metodo di Weigert da lui stesso un po' modificato, (protratto indurimento nel liquido di Müller, da 6 mesi a 1 anno, e aumento della alcalinità dell'ematossilina di Weigert con l'aggiunta di una quantità doppia o tripla di carbonato di litina) dei veri sistemi di filamenti epiteliali colorabili precisamente come le fibre nervose, mielinizzate, cerebro-spinali. Emette inoltre l'ipotesi che l'ependima rappresenti un organo sensoriale interno, destinato forse all'equilibrio corporeo dell'individuo, e ciò anche per le lesioni ependimali che si riscontrano nei casi di atassia locomotrice.
26 – La diversa ubicazione del carioplasma e del nucleolo nella Cellula nervosa motoria, “Rendic. Accad. dei Lincei”, VI, Roma 1890.
Nota che nei lobi elettrici di torpedini adulte il nucleolo di tutte le cellule nervose del campo motorio è eccentrico (rivolto verso i nervi elettrici) e il carioplasma è spostato nello stesso senso e lascia quindi nel polo opposto al nucleolo un vasto semilunare; nelle torpedini giovanissime invece il nucleolo di quasi tutte le cellule motorie è centrale e il carioplasma non è spostato; in tutte le torpedini poi le cellule nervose di senso hanno nucleo e nucleolo centrali.
Nei cani, nei gatti, ecc., avvelenati lentamente con cloroformio, etere o morfina, le cellule nervose di varie regioni hanno il nucleolo quasi sempre centrale e il carioplasma quasi mai spostato; in quelli invece stricnizzati o sottoposti a forti correnti indotte il nucleolo spessissimo è eccentrico.
27 – Alcuni nuovi caratteri differenziali della Cellula nervosa, Idem, VI, Roma 1890.
Con vari metodi di fissazione e di colorazione l'A. ha constatato: a) che tutte le cellule nervose dei grandi centri hanno il loro nucleo fornito di nucleolo, ma privo affatto o quasi di cromatina, di cui invece sono ricchi i nuclei delle cellule di neuroglia che però non hanno nucleolo; b) che le cellule nervose di moto sono ricche nel loro somatoplasma di citocromatina, distribuita in grosse zolle irregolari, ordinate a strati concentrici attorno al nucleo, e in bastoncini lungo le fibrille dei prolungamenti; c) che le cellule nervose di senso hanno solo dei granuli piccolissimi, rari e sparsi, di citocromatina.
28 – Sui filamenti dell'Epitelio ependimale nel bulbo dell'uomo, “Boll. dell'Accad. med. Roma”, XVII, 1890-91.
È un nuovo contributo in appoggio alle ipotesi di cui ai numeri 22 e 25.
29 – Fisiologia della milza, Schema e bibliografia di un lavoro, Inedito 1890.
30 – Ancora sulla ubicazione del nucleolo nella Cellula nervosa motoria. “Rend. Accad. Lincei”, VII, 1891.
È una risposta ad una critica del Dr. Coggi, che voleva spiegare l'eccentricità del nucleo (di cui v. n. 26) come un prodotto artificiale dovuto ai reattivi.
31 – Alcune alterazioni istologiche dei centri nervosi, prodotte da scariche elettriche sperimentali, “Boll. R. Accad. med. Roma”, XVII, 1891.
Negli animali morti per fulminazione sperimentale, senza segni apparenti di lesioni l'A. trovò: nel midollo spinale, due distinti gruppi di cellule più colorabili e alcune cellule anche raggrinzate; nella corteccia cerebrale gruppi di cellule informi e fortemente colorabili; nel cervelletto le cellule di Purkinje tutte moltissimo colorabili, e isole di cellule pure molto colorabili nello strato dei granuli. Tale morte quindi sarebbe prodotta dalla alterazione profonda (picnosi) di alcune cellule nervose cerebro-spinali. Inoltre l'A. ha osservato che le scariche elettriche energiche e ripetute favoriscono la diapedesi dei leucociti.
32 – L'orientation des nucleoles des cellules nerveuses motrices dans le lobe electrique de la torpille à l'état de repos et à l'état de l'excitation. “Arch. Ital. de Biol.”, XXII, 1894.
È una continuazione dei n. 26 e 31. Le grandi cellule nervose del lobo elettrico della Torpedine adulta vivisezionata, hanno tutte il nucleolo eccentrico, e quelle della Torpedine lasciata morire lentamente o della torpedine giovanissima, non ancora matura per le scariche elettriche, lo hanno quasi tutte centrale. Donde l'ipotesi che lo spostamento del nucleolo sia un fatto funzionale legato all'attività eccitatrice di dette cellule, la scarica elettrica sarebbe il prodotto finale della seguente serie di trasformazione dell'energia fisica: - 1° eccitamento meccanico della vivisezione; - 2° sua trasformazione in onda eterea lungo le fibre di senso; - 3° trasformazione di questa onda in movimento meccanico (spostamento del nucleolo e sua pressione contro il punto di origine delle fibre di moto); - 4° trasformazione di questo moto in onda eterea lungo le fibre di moto alle piastrine elettriche; - 5° trasformazione dell'energia potenziale del materiale delle piastrine in energia cinetica, cioè in scarica elettrica.
33 – Sulla necessità d'un corso annuale di Biologia cellulare, Inedito 1894.
34 – Sui cambiamenti microchimici degli spermatozoi nella fecondazione, E. Fumi, Montepulciano 1896.
Gli spermatozoi d'Ascaris megalocephala sono stati cimentati dall'A., sia a fresco, sia dopo le più svariate fissazioni, con una infinità di sostanze coloranti, le quali egli divide in tre categorie e cioè: -1° quelle (acide o basiche) che colorano solo gli spermatozoi intravitellini; - 2° quelle (basiche) che colorano solo gli spermatozoi liberi; - 3° quelle (acido picrico) che colorano gli uni e gli altri; di qui le due leggi dell'acidità degli spermatozoi liberi e delle acidità amficrotiche di quelli intravitellini. I cambiamenti dunque che avvengono nel protoplasma e nella sostanza cromatica dello spermatozoo subito dopo la sua penetrazione nel vitello, non consistono solo in una maggiore affinità per le sostanze coloranti, come sostenne il Van Beneden.
La memoria contiene una esposizione critica delle tre teorie (meccanica, chimica e della dissoluzione) emesse per spiegare la colorazione artificiale delle sostanze albuminoidi in genere.
35 – Due parole in risposta al Dott. G. B. Valenza per la sua Nota: “Sui cambiamenti microscopici delle cellule nervose nella loro attività funzionale e sotto l'azione di agenti stimolanti e distruttori”, Idem, 1896.
È una riconferma di quanto è detto al n. 32.
36 – Studio sperimentale sulle pile elettriche, Inedito 1897-98.
37 – Sulla origine del Centrosoma e sulla pretesa quadriglia dei Centri di Fol, E. Fumi, Montepulciano 1899.
Esposte e discusse largamente le quattro teorie principali dell'origine – oospermatica, spermatica, protoplasmatica, nucleare – del centrosoma, L'autore espone i risultati delle sue ricerche sugli organi genitali maschili e femminili di Ascaris megalocephala bivalens e monovalens: - 1° Negli spermatozoi d'As. m. bivalens il centrosoma è extranucleare, ma in rapporto con la cromatina mediante delicati fili passanti per un'apertura della membrana nucleare; in quelli d'As. m. monovalens, quiescenti, generalmente è endonucleare ed esce dal nucleo, già sdoppiato o no, appena la cellula accenna alla divisione; - 2° Nelle cellule ovariche esistono sempre i centrosomi ai poli dei due fusi di maturazione, ma scompaiono dopo l'eliminazione delle due cellule polari e riappariscono solo nel pronucleo femminile: dapprima ve n'è uno, che si sdoppia in due, tra cui si forma il fuso; lo stesso avviene di frequente nel pronucleo maschile cosicché spesso si trovano cellule ovariche coi due pronuclei contenenti ciascuno due centrosomi, in tutto quattro, orientati in modo da ricordare la famosa quadriglia dei centri di Fol. Nella cellula ovarica dunque non c'è l'ovocentro; - 3° Negli spermatozoi, sia liberi, sia intravitellini, non c'è spermacentro; - 4° I centrosomi suddetti sono forse granuli di cromatina differenziati morfologicamente e fisiologicamente e aventi una esistenza transitoria.
38 – Sulla segmentazione indipendente dei pronuclei, maschile e femminile, E. Fumi, Montepulciano 1900.
I due pronuclei (v. s.) possono comportarsi in tre diversi modi di cui il più interessante è il seguente, descritto per la prima volta dall'A.: i due pronuclei non solo cioè non si fondono, ma restano a distanza e ognuno si segmenta per proprio conto dando luogo a due blastomeri di origine paterna e a due di origine materna, cosicché tutte le cellule somatiche saranno di distinte origini, una paterna e l'altra materna, fatto questo che sconvolge il concetto fondamentale della fecondazione e quello della trasmissione dei caratteri e paterni e materni a tutte le cellule somatiche.
39 – Sulla pretesa sessualità della cromatina, Inedito 1901.
40 – Sopra una nuova sostanza nucleare della Cellula nervosa, E. Funi, Montepulciano 1901.
Dopo una accurata esposizione delle varie sostanze nucleari dimostrate finora nel nucleo (cromatina, linina, succo nucleare, lantanina, pirenina, anfipirenina), l'A. ne descrive un'altra, constata nei nuclei delle cellule nervose motorie del lobo elettrico della torpedine, intraveduta in quelle delle corna anteriori del midollo spinale di vari Mammiferi, rivelabile solo in pezzi fissati con liquidi osmici, e da lui detta “pericromatina”. Essa si presenta in forma di sferule lisce, omogenee, poco rifrangenti, un po' più piccole del nucleolo, grigiastre (potere riduttore sull'acido osmico), in numero di 6 a 12 per ogni nucleo, e ciascuna racchiudente nel suo centro uno più granuli di cromatina, fortemente tingibili con la saffranina e un po' meno con l'ematossilina di Ehrlich.
41 – Sunto di Lezioni d'Istologia e Fisiologia generale, dettate nell'anno scolastico 1900-1, Litografia Battisti nell'Istituto Fisiologico di Roma.
42 – Note originali nel Trattato d'Istologia del Szymonowicz, Vallardi, Milano 1902.
43 – Sui cambiamenti microchimici e morfologici degli spermatozoidi e delle cellule ovariche nella fecondazione, “Boll. R. Accad. med. di Roma”, Anno XXVIII, fascicolo V, 1902.
È uno studio più ampio dell'argomento trattato dall'A. nella Nota 34, coll'aggiunta di altri fatti importanti che si riferiscono a speciali cambiamenti: - 1° della parte corticale e midollare del protoplasma dello spermatozoide dopo la sua penetrazione nella cellula ovarica; - 2° del citoplasma ovulare; - 3° della cromatina del pronucleo maschile; - 4° della cromatina del pronucleo femminile; - 5° dei centrosomi dei fusi di maturazione; - 6° dei centrosomi dei pronuclei; - 7° dei centrosomi del primo fuso di segmentazione. (Il lavoro è illustrato con cromolitografie).
44 – Sopra un nuovo modo di comportarsi dei pronuclei maschile e femminile nella fecondazione dell'Ascaris megalocephala, “Boll. R. Accad. med. di Roma”, con una tav., Anno XXVIII, fasc. V, 1902.
L'A. torna sull'argomento trattato nella Nota 38 ampliandolo, e modificando il suo primo modo di vedere intorno al significato del fatto da lui scoperto della segmentazione indipendente dai due pronuclei, facendo rilevare inoltre l'importanza di esso per spiegare la variabilità dei caratteri trasmessi per eredità dai parenti al discendente.
45 – Sulla non azione fisiologica delle onde elettriche, Inedito 1902-3.
L'A. partendo da un controllo critico di un lavoro del Prof. Gallerani (Bollettino Soc. Eustachiana, Camerino, 15 giugno 1903) giunge sperimentalmente alla conclusione che i nervi sono insensibili alle onde elettriche, cioè non si possono sostituire a coherer od altri congegni fisici rivelatori veri e propri di onde elettriche. È ovvio invece che si possano sostituire a rivelatori di corrente galvanica, correnti indotte a bassa frequenza extra correnti, ecc., sicché, p. es., una preparazione galvanica può sostituirsi in una stazione ricevente di T.S.F. ad un apparecchio Morse, ad un telefono, ad un galvanometro, rivelatori del passaggio o meno di una corrente locale.
46 – Sulla rigidità cadaverica e sulla causa dei movimenti muscolari, Inedito 1905.
L'A. traccia lo schema delle sue ricerche condotte a dimostrare se nelle cellule o nelle fibre nervose, durante la contrazione (rigidità) muscolare, si abbia qualche cambiamento, per esempio, di forma rivelabile al microscopio.
In caso negativo si dovrebbe ritenere che il fenomeno della contrazione muscolare in vita sarebbe il prodotto di lavoro chimico o vibratorio invisibile nei centri nervosi.
47 – Sulla energia potenziale e cinetica delle cellule psichiche, Schema inedito del lavoro 1905.
48 – Un caso di lupus e uno di verruca curati col radium, “Boll. R. Acc. Med. di Roma”, anno XXXIII, fasc. 1, 1908.
Riferisce i buoni successi ottenuti da lui coll'impiego del radium, che a quell'epoca era una novità, e un ardimento in terapia.
49 – Commemorazione del Prof. Aliprando Moriggia alla R. Accademia Medica di Roma. “Boll. della R. Acc. Med. di Roma”, anno XXXII, fasc. IV, 1906.
50 – Lezioni di tecnica microscopica, Inedito 1908.
Ha riassunto la moderna tecnica microscopica estesa anche all'ultra microscopia, dividendo tutta la materia con relative dimostrazioni sperimentali, in 62 lezioni.
51 – Studi sul radium e le radiazioni ultraviolette, Inedito 1910.
Mostra con risultati sperimentali l'importanza dal punto di vista sanitario dell'impiego del radium, raggi X, ecc. come agenti attenuatori nella fabbricazione dei vaccini, come agenti disinfettanti, ecc.
52 – Sull'allevamento dei bufalini e sul valore nutritivo della loro carne in confronto a quella dei bovini, “Rend. Acc. Lincei”, vol. XX, serie V, 2° sem., fasc. 1, 1911.
53 – Sul valore nutritivo del latte di bufala e del latte di vacca: ricerche fatte col pioscopio e col citogalattometro, “Rend. Acc. Lincei”, vol. 20, serie V, 2° sem. fasc. 8, 1911.
54 – Programma-sunto delle lezioni ed esercitazioni di zootecnica, Inedito 1912-3.
55 – Sul campo magnetico alternato ed il sonno elettrico, Inedito 1914-5.

## Recensioni estere
Kölliker - “Zeitsch. Für Wiss-Zoologie”, Band 41.
Dr. B. Danilewsky - “Physiologischen Fernwirqungen der Elektricitӓt”, 1902, Veit & Comp., Leipzig.
S. Ramon y Cayal - “La Cellule”, 1891, Louverain, Tom. VII, fasc. I, pag. 127, 165-7, 169.
Waldeyer – Ueber einige neuere Anatomie des central-nervensysten, Leipzig, 1891, pag. 46.
Nota bene. I dati di questa voce sono tratti dall'opuscolo In memoria del Prof. Giuseppe Magini, pubblicato a cura del figlio Umberto, Torino 1916.